# Herbert Lenzinger
Herbert Lenzinger (Vienna, 12 luglio 1942) è un ex calciatore austriaco, di ruolo difensore.

## Carriera
Lenzinger esordì nella massima serie austriaca con il Wiener AC nella stagione 1958-1959, chiusa al quinto posto finale ed in cui vinse anche la ÖFB-Cup. Con il suo club ottenne due terzi posti nelle stagioni 1959-1960 e 1960-1961. Lenzinger retrocedette in cadetteria con il suo club al termine della Staatsliga 1964-1965.
Rimase a giocare nella massima serie poiché nel 1965 viene ingaggiato dal 1. Wiener Neustädter Sportclub, società con cui gioca entrambi gli incontri nel primo turno della Coppa delle Coppe 1965-1966. Retrocederà con il suo club in cadetteria al termine della Nationalliga 1966-1967.
Nell'estate 1967 si trasferisce negli Stati Uniti d'America per giocare nei Los Angeles Toros, società militante nella neonata NPSL. Con i Toros ottenne il quinto ed ultimo posto nella Western Division.

## Palmarès

### Competizioni nazionali
- Coppa d'Austria: 1

Wiener AC: 1958-1959